# نائویا اوکادا
نائویا اوکادا (岡田 直也 Okada Naoya, متولد ۱۰ اکتبر ۱۹۹۰) یک ورزشکار تیراندازی ژاپنی است. او در مسابقات تفنگ بادی ۱۰ متر مردان در بازی‌های المپیک تابستانی ۲۰۱۶ و ۲۰۲۰ رقابت کرد.